# Andrés Level de Goda
Andrés Level de Goda y Grimaldo (Cumaná, Capitanía General de Venezuela, 14 de junio de 1777-Maiquetía, Estado de Venezuela, 19 de abril de 1856) fue un militar y político venezolano.

## Biografía
Hijo de Andrés Level de Goda y Alén y de Melchora Grimaldo. Casado en 1802 con María de la Ascensión Bermúdez de Castro y Figuera de Cáceres (1784-1817), tuvo cuatro hijos. Oidor Fiscal de la Real Audiencia, durante la Guerra de Independencia de Venezuela y específicamente en la campaña de Oriente es nombrado gobernador de Cumaná por Santiago Mariño entre marzo y agosto de 1813. Casado con Candelaria Duarte y Pérez en 1819, tuvo un hijo, el general Andrés Olimpo Level de Goda y Duarte. En 1820 se estableció en Madrid, desempeñando importantes cargos públicos. En 1825 vuelve a Puerto Cabello y un año después se instala en Caracas. Primer Presidente de la Corte Superior del Oriente de Venezuela y rector del Colegio Nacional de Cumaná en 1835. Durante la Revolución de las Reformas se unió a los rebeldes. Fue senador en el Congreso venezolano.